# Oskar Maria Graf
Oskar Maria Graf (Berg, 22 de julho de 1894 – Nova Iorque, 28 de junho de 1967) foi um escritor alemão. Escreveu várias novelas e narrativas socialistas-anarquistas sobre a vida na Baviera, consideradas um pouco autobiográficas. Inicialmente usou o seu verdadeiro nome, Oskar Graf. Depois de 1918, passou a usar o pseudónimo de Oskar Graf-Berg, sobretudo em artigos de revistas e jornais; para trabalhos que considerava mais sérios, ele passou a assiná-los com o nome de Oskar Maria Graf.

## Vida
Graf nasceu em Berg, no Reino da Baviera, situado na pitoresca paisagem ao redor do Lago Starnberg perto de Munique. Ele era o nono filho do padeiro Max Graf e sua esposa Therese (nascida Heimrath), filha de um fazendeiro. A partir de 1900 frequentou a escola estadual de Aufkirchen, no município de Berg. Depois que seu pai morreu em 1906, ele aprendeu o ofício de padeiro e trabalhou para seu irmão Max, que assumiu a padaria de seu pai.
Em 1911, na esperança de ganhar a vida como poeta, fugiu para Munique para escapar do irmão que o maltratava, por vezes recorrendo à violência contra os familiares. Ele se juntou a círculos boêmios e fez biscates como separar correspondências e operar um elevador. Em 1912 e 1913, viajou para Ticino e norte da Itália.
Em 1º de dezembro de 1914, ele foi convocado para o serviço do Exército Imperial Alemão. Um ano depois, publicou seu primeiro conto, na revista Die Freie Straße ["Rua livre"]. Em 1916, Graf quase foi levado à corte marcial por recusar uma ordem dada por um oficial superior. Porém, após uma greve de fome de dez dias, ele foi encaminhado a um hospital psiquiátrico e posteriormente recebeu alta do serviço militar.
Em 26 de maio de 1917, Graf casou-se com Karoline Bretting. Um ano depois, nasceu sua filha Annemarie (13 de junho de 1918 – 2008), apelidada de Annamirl. No início daquele ano, Graf foi preso por participar de uma greve de trabalhadores de munições. Na mesma época, ele também conheceu a mulher que mais tarde se tornaria sua segunda esposa, Mirjam Sachs, irmã de Manfred George e prima de Nelly Sachs . Em 1919, Graf foi preso novamente por participar de movimentos revolucionários em Munique.
Em 1920, ele atuou como dramaturgo no teatro da classe trabalhadora Die neue Bühne ("O novo palco"), até alcançar fama literária em 1927 com seu livro de memórias Wir sind Gefangene (Prisioneiros Todos), que lhe permitiu ganhar a vida como escritor freelance. O livro foi retraduzido para o inglês e republicado com o título We Are Prisoners em 2020.
Em 17 de fevereiro de 1933, viajou a Viena para proferir uma palestra, viagem que marcou o início de seu exílio voluntário da Alemanha. Os livros de Graf não foram incluídos na queima de livros nazista; na época, a maioria deles foi realmente aprovada pelos nazistas como leitura recomendada. Em resposta, Graf publicou um apelo que posteriormente se tornou famoso, Verbrennt mich! ["Queime-me!"] no Arbeiterzeitung de Viena.
Em 1934, os livros de Graf foram proibidos na Alemanha. Em fevereiro, emigrou para Brno, na Tchecoslováquia. Em 24 de março, o Terceiro Reich revogou sua cidadania. Graf deixou Brno para participar do Primeiro Congresso de Escritores Socialistas em Moscou.
Em 1938, Graf deixou a Europa via Holanda, chegando à cidade de Nova York em julho. Mirjam Sachs o seguiu enquanto sua esposa e filha permaneceram na Alemanha. Em outubro de 1938, ele foi nomeado presidente da German American Writers Association. Em 1942, junto com Wieland Herzfelde e outros escritores alemães no exílio, fundou a editora de língua alemã Aurora-Verlag em Nova York, que mais tarde foi considerada a sucessora de Malik-Verlag. Em 1944, a primeira esposa de Graf finalmente concordou com o divórcio, o que permitiu que Graf e Sachs se casassem.
Em 1958, Graf tornou-se cidadão americano e visitou a Europa pela primeira vez desde a Segunda Guerra Mundial.
Em 1960, ele recebeu um doutorado honorário da Wayne State University de Detroit, "em reconhecimento à sua atitude intelectual intransigente". Em 1962, ele foi homenageado pela cidade de Munique "em apreciação de suas importantes obras literárias".
Graf morreu em 1967 na cidade de Nova York. Um ano após sua morte, suas cinzas foram enterradas no antigo cemitério de Bogenhausen, em Munique.

## Obras
Em alemão:

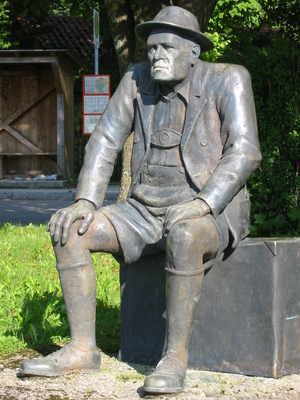
Estátua de Oskar Maria Graf em sua cidade natal de Bergpor Max Wagner (nascido em 1956)

- Die Revolutionäre (1918), Gedichte
- Amen und Anfang (1919), Gedichte
- Frühzeit (1920), Jugenderlebnisse
- Ua-Pua (1921), Indianerdichtungen
- Zur freundlichen Erinnerung (1922), soziale Novellen
- Bayrisches Lesebücherl (1924), Kulturbilder
- Die Traumdeuter (1924), Erzählungen
- Die Chronik von Flechting (1925), Roman
- Finsternis (1926), sechs Dorfgeschichten
- Wunderbare Menschen (1927), Chronik und Autobiographie
- Wir sind Gefangene (1927), Autobiographisches ISBN 3-423-01612-4
- Licht und Schatten (1927), soziale Märchen
- Bayrisches Dekameron (1928), Erzählungen ISBN 3-548-60345-9
- Die Heimsuchung (1925), Roman
- Im Winkel des Lebens (1927), Erzählungen
- Kalendergeschichten (1929) Geschichten aus Stadt und Land ISBN 3-423-11434-7
- Notizbuch des Provinzschriftstellers Oskar Maria Graf (1932), Satire ISBN 3-935877-49-8
- Bolwieser (1931), Roman; Neuausgabe 1964 sob o título Die Ehe des Herrn Bolwieser ISBN 3-442-72253-5
- Einer gegen alle (1932), Roman
- Dorfbanditen (1932), Jugenderinnerungen
- Der harte Handel (1935), Bauernroman ISBN 3-423-11480-0
- Der Abgrund (1936), Roman (überarbeiteten Fassung "Die gezählten Jahre"(1976)
- Anton Sittinger (originally Sittinger bleibt obenauf) (1937), Roman ISBN 3-423-12453-9
- Der Quasterl (1938), Dorf- und Jugendgeschichten
- Das Leben meiner Mutter (1940 em inglês Sprache, 1946 em alemão Fassung) ISBN 3-423-10044-3
- Unruhe um einen Friedfertigen (1947), Roman, New York, Aurora-Verlag ISBN 3-471-77264-2
- Mitmenschen (1948), Erzählungen
- Die Eroberung der Welt (1949), Roman; Neuauflage 1959 sob o título Die Erben des Untergangs ISBN 3-423-11880-6
- Menschen aus meiner Jugend auf dem Dorfe (1953), Erzählungen
- Der ewige Kalender (1954), Gedichte
- Die Flucht ins Mittelmäßige (1959), Roman
- An manchen Tagen. Reden, Gedanken und Zeitbetrachtungen (1961)
- Der große Bauernspiegel (1962), Erzählungen
- Größtenteils schimpflich (1962), Jugenderinnerungen
- Altmodische Gedichte eines Dutzendmenschen (1962)
- Er nannte sich Banscho (1964), Roman
- Gelächter von außen. Aus meinem Leben 1918–1933 (1966)
- Reise in die Sowjetunion 1934 (1974)
- The Dupe's Words (1976), Kinderbuch

Em inglês:
- We Are Prisoners (nova tradução de Ed Walker, 2020), uma autobiografia em forma de romance ISBN 9-781-07738344-9